# Sideritis guayedrae
Sideritis guayedrae là một loài thực vật có hoa trong họ Hoa môi. Loài này được Marrero Rodr. mô tả khoa học đầu tiên năm 2008.